# Сен-Панкрасс
Сен-Панкра́сс (фр. Saint-Pancrasse) — колишній муніципалітет у Франції, у регіоні Овернь-Рона-Альпи, департамент Ізер. Населення — 436 осіб (2011).
Муніципалітет був розташований на відстані близько 480 км на південний схід від Парижа, 95 км на південний схід від Ліона, 16 км на північний схід від Гренобля.

## Історія
До 2015 року муніципалітет перебував у складі регіону Рона-Альпи. Від 1 січня 2016 року належав до нового об'єднаного регіону Овернь-Рона-Альпи.
1 січня 2019 року Сен-Панкрасс, Сен-Бернар i Сен-Ілер було об'єднано в новий муніципалітет Плато-де-Петіт-Рош.

## Демографія
Динаміка населення (INSEE ):
Розподіл населення за віком та статтю (2006):
| Стать | Всього | До 15 років | 15-24 | 25-44 | 45-64 | 65-85 | Понад 85 |
| --- | ------ | ----------- | ----- | ----- | ----- | ----- | -------- |
| Чоловіки | 208    | 36          | 32    | 44    | 76    | 16    | 4        |
| Жінки | 224    | 48          | 32    | 48    | 72    | 16    | 8        |
| \| Статево-вікова піраміда \| Статево-вікова піраміда \| Статево-вікова піраміда \| \| ----------------------- \| ----------------------- \| ----------------------- \| \| Чоловіки \| Вік \| Жінки \| \| 4 \| 85 + \| 8 \| \| 4 \| 80-84 \| 4 \| \| 0 \| 75-79 \| 8 \| \| 8 \| 70-74 \| 4 \| \| 4 \| 65-69 \| 0 \| \| 8 \| 60-64 \| 12 \| \| 8 \| 55-59 \| 16 \| \| 20 \| 50-54 \| 8 \| \| 40 \| 45-49 \| 36 \| \| 20 \| 40-44 \| 20 \| \| 12 \| 35-39 \| 16 \| \| 8 \| 30-34 \| 8 \| \| 4 \| 25-29 \| 4 \| \| 16 \| 20-24 \| 12 \| \| 16 \| 15-20 \| 20 \| \| 12 \| 10-14 \| 20 \| \| 20 \| 5-9 \| 8 \| \| 4 \| 0-4 \| 20 \| |        |             |       |       |       |       |          |
| Статево-вікова піраміда |        |             |       |       |       |       |          |
| Чоловіки | Вік    | Жінки       |       |       |       |       |          |
| 4 | 85 +   | 8           |       |       |       |       |          |
| 4 | 80-84  | 4           |       |       |       |       |          |
| 0 | 75-79  | 8           |       |       |       |       |          |
| 8 | 70-74  | 4           |       |       |       |       |          |
| 4 | 65-69  | 0           |       |       |       |       |          |
| 8 | 60-64  | 12          |       |       |       |       |          |
| 8 | 55-59  | 16          |       |       |       |       |          |
| 20 | 50-54  | 8           |       |       |       |       |          |
| 40 | 45-49  | 36          |       |       |       |       |          |
| 20 | 40-44  | 20          |       |       |       |       |          |
| 12 | 35-39  | 16          |       |       |       |       |          |
| 8 | 30-34  | 8           |       |       |       |       |          |
| 4 | 25-29  | 4           |       |       |       |       |          |
| 16 | 20-24  | 12          |       |       |       |       |          |
| 16 | 15-20  | 20          |       |       |       |       |          |
| 12 | 10-14  | 20          |       |       |       |       |          |
| 20 | 5-9    | 8           |       |       |       |       |          |
| 4 | 0-4    | 20          |       |       |       |       |          |

## Економіка
2010 року серед 284 осіб працездатного віку (15—64 років) 217 були активними, 67 — неактивними (показник активності 76,4%, у 1999 році було 75,9%). З 217 активних мешканців працювало 209 осіб (109 чоловіків та 100 жінок), безробітними було 8 (5 чоловіків та 3 жінки). Серед 67 неактивних 26 осіб було учнями чи студентами, 27 — пенсіонерами, 14 були неактивними з інших причин.

У 2010 році в муніципалітеті числилось 172 оподатковані домогосподарства, у яких проживали 473,5 особи, медіана доходів виносила 22 200 євро на одного особоспоживача